# Пучковский (станция)
Пучко́вский — железнодорожная станция Ярославского региона Северной железной дороги, находящаяся в поселке Пучковском Ярославского района Ярославской области.
Поезда дальнего следования на станции не останавливаются. В сутки через станцию проходит около 15 пар поездов в дальнем следовании.
Время движения от Ярославля-Главного — около 52 минут, от станции Данилов — около 45 минут.

## История
Станция открыта в 1901 году.
В 1962 году, в ходе электрификации участка Ярославль-Главный — Данилов, станция была электрифицирована на постоянном токе 3кВ.

## Пригородное сообщение по станции
| № поезда   | Маршрут движения                        | № поезда  | Маршрут движения                        |
| ---------- | --------------------------------------- | --------- | --------------------------------------- |
| 6225/6226  | Данилов — Телищево                      | 6227/6228 | Телищево — Данилов                      |
| 6215       | Данилов — Ярославль-Главный             | 6214      | Ярославль-Главный — Данилов             |
| 6217       | Данилов — Ярославль (Московский вокзал) | 6220      | Ярославль (Московский вокзал) — Данилов |
| 6219 летн. | Данилов — Ярославль-Главный             |           |                                         |
| 6221       | Данилов — Ярославль (Московский вокзал) | 6224      | Ярославль (Московский вокзал) — Данилов |